# Москворецкая улица (Москва)
Москворецкая улица — улица в Тверском районе Центрального административного округа города Москвы, историческом районе Китай-город, в Зарядье, от улицы Варварки параллельно площади Васильевского Спуска и до Москворецкой набережной. Протяжённость — около 270 м.

## Происхождение названия
Получила название в XIX веке по старому Москворецкому мосту, продолжением которого была.

## История
История улицы восходит к концу XV века, когда с окончанием постройки кремлёвских стен и устройством перед ними плацдарма Москворецкий мост был передвинут ниже по реке и стал на линии Тверской и Пятницкой улиц, где и простоял до 1938 года. Москворецкая улица появилась как съезд с Красной площади на этот мост. Поначалу она не была обстроена по сторонам и являлась простой дорогой. В 1534—1538 годах она оказалась перегороженной стеной Китай-города, но в стене были ворота для выхода к реке. В XVII веке улица начиналась рядом со Спасскими воротами Кремля и проходила по нынешней Красной площади, к тому же, была искривлена. В конце XVIII века был разработан проект, по которому некоторые строения были снесены, а улица выпрямилась. Начиная с тридцатых годов XX века шло уничтожение строений улицы — первоначально в связи с переносом Большого Москворецкого моста (его створ оказался в стороне от улицы), а в шестидесятые годы — при строительстве гостиницы «Россия». Ни одного строения на улице не осталось. В настоящее время улица представляет собой проезжую часть, ограничивающую парк «Зарядье» с запада.

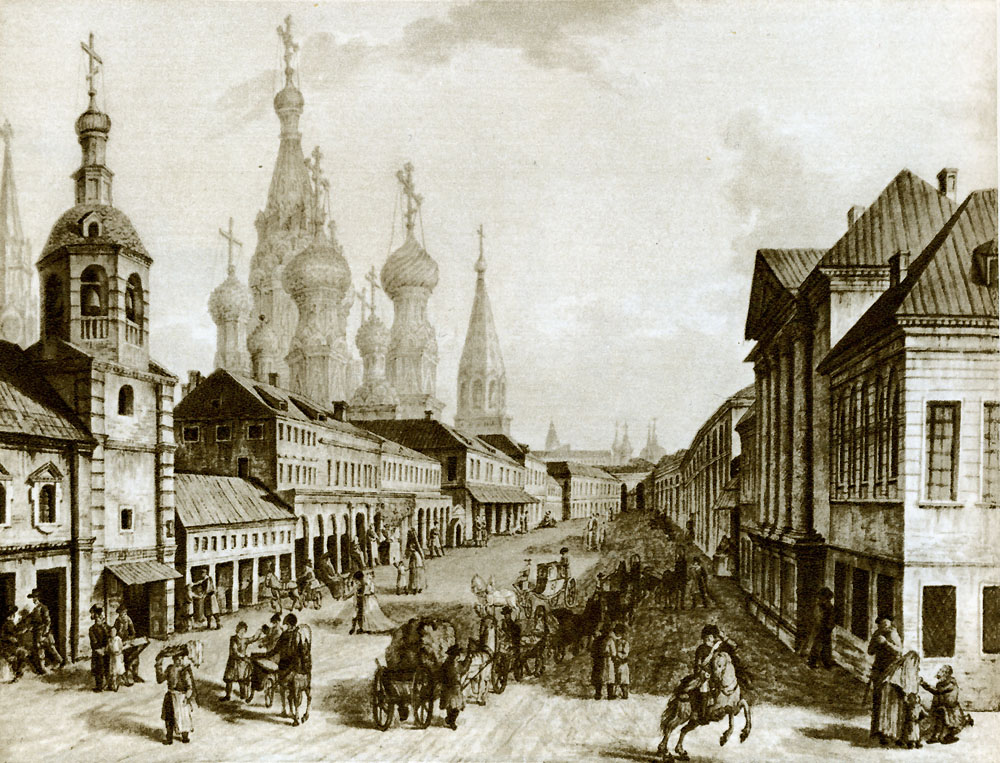
Ф. Я. Алексеев Москворецкая улица с людьми. 1800–1802.
Вид на район Москворецкой улицы от Москвы-реки около 1900
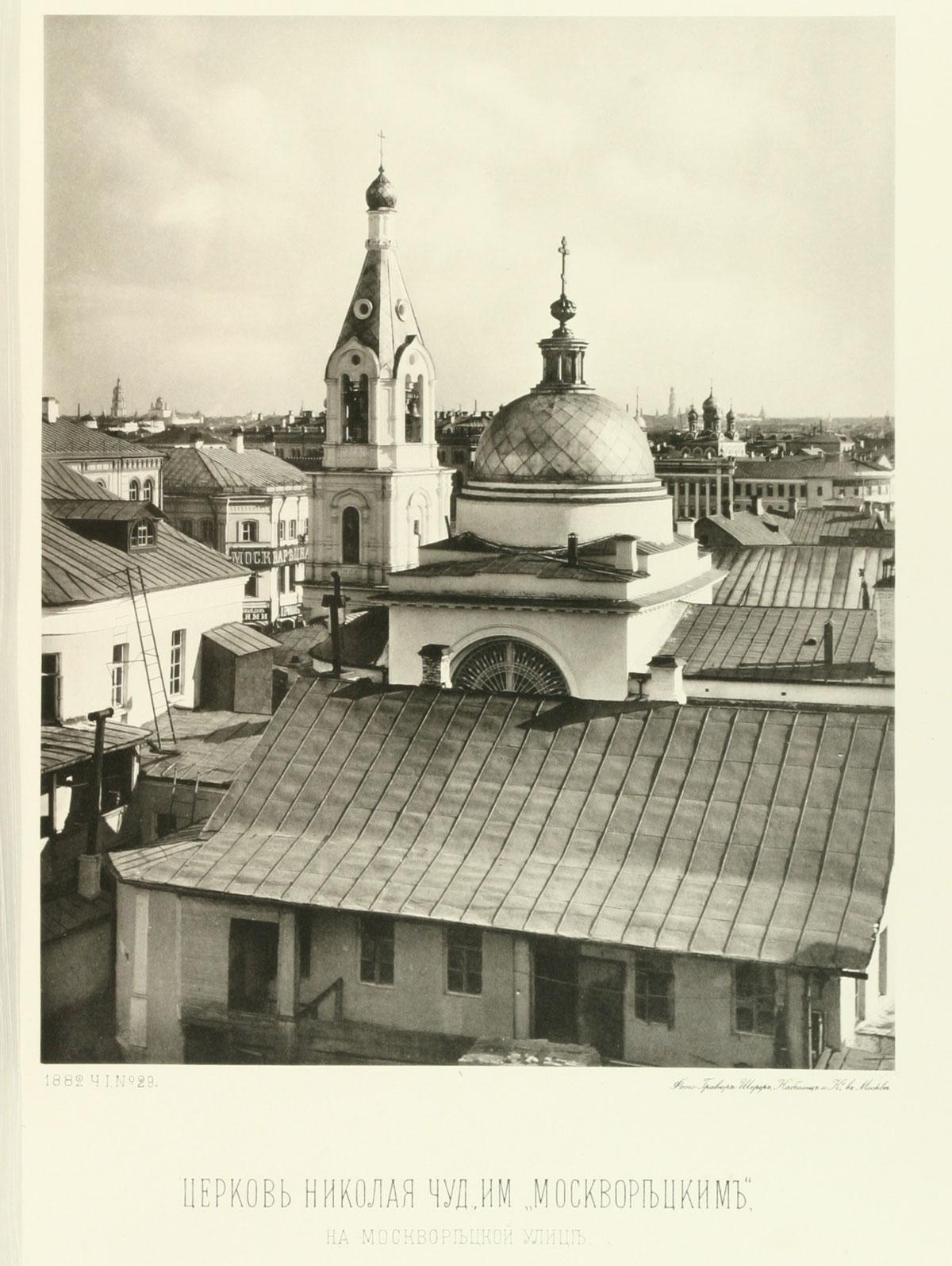
Храм Николы Москворецкого
Угол Варварки и Москворецкой. 1880-е годы
Москворецкая улица. 1900–1901
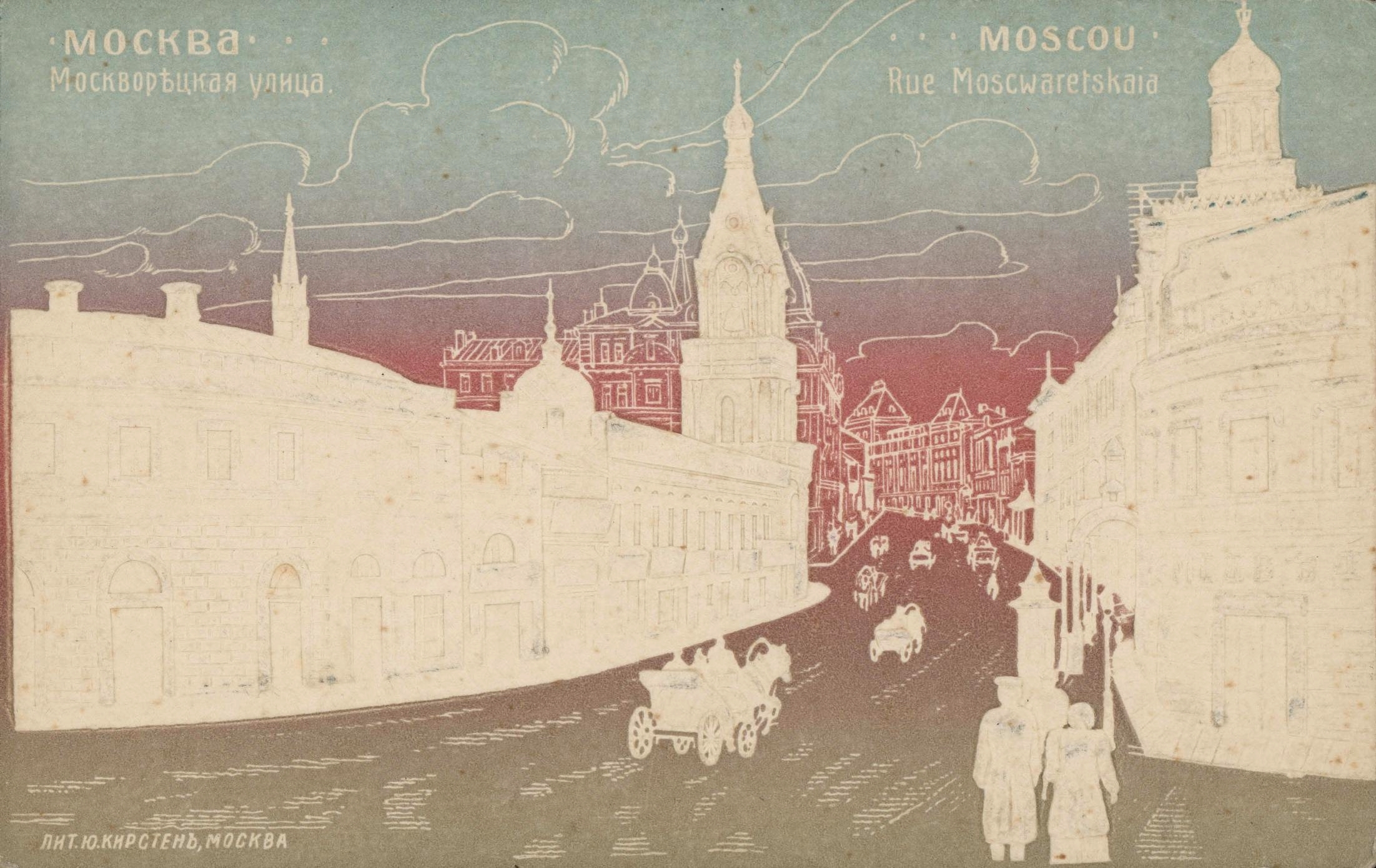
1900-е годы

## Транспорт
- Метро Китай-город, Охотный Ряд, Театральная и Площадь Революции.